# انتخابات الرئاسة السلوفينية 2002
انتخابات الرئاسة السلوفينية 2002 هي انتخابات رئاسية جرت في 2002، في سلوفينيا، لانتخاب رئيس سلوفينيا.
فاز بالانتخابات يانيز درنوفشيك.